# Mets de Guaynabo 2014 (pallavolo femminile)
Questa voce raccoglie le informazioni riguardanti le Mets de Guaynabo nella stagione 2014.

## Stagione
La stagione 2014 vede il tecnico Luis Enrique Ruiz confermato sulla panchina delle Mets de Guaynabo. Per quanto riguarda il mercato sono otto i movimenti in entrata a fronte di ben dodici in uscita: tra i nuovi arrivi si segnalano la statunitense Lauren Cook e le giocatrici locali Keila Rodríguez e Hecters Rivera; tra le partenti vi è l'intero terzetto delle straniere della passata stagione, cioè Caitlyn Donahue, Julie Rubenstein ed Alaina Bergsma, oltre che delle portoricane Lynda Morales e Stephanie Salas.
Il campionato si apre il 25 gennaio 2014 con una sconfitta in casa delle Leonas de Ponce, ma già nella gara successiva arriva il primo successo stagionale, con la vittoria esterna sulle Lancheras de Cataño. Il mese di febbraio si apre con tre sconfitte consecutive, interrotte dalla netta vittoria in casa delle Criollas de Caguas; nelle restanti gare mensili però le Mets continuano ad uscire sconfitte da ogni confronto, ad eccezione della gara interna contro le Lancheras de Cataño. Per dare manforte alla squadra viene ingaggiata anche la statunitense Meagan Ganzer, che tuttavia resta in squadra per circa un mese, lasciando il posto a Stephanie Holthus, proveniente dalle Lancheras de Cataño. Nel mese di marzo le Mets continuano a mostrare un rendimenti altalenante e particolare, vincendo solo contro formazioni di vertice, come le Gigantes de Carolina e le Leonas de Ponce, sconfitte addirittura due volte. Dopo il facile successo sulle Valencianas de Juncos, nelle ultime quattro gare di regular season arrivano solo sconfitte, che relegano la squadra al settimo posto, lasciandola fuori dai play-off.
Tra le Mets si distingue la sola Dulce Téllez, inserita nello All-Star Team del campionato.

## Organigramma societario
Area direttiva
- Presidente: Carlos González

Area tecnica
- Primo allenatore: Luis Enrique Ruiz
- Assistente allenatore: Yarelis Rodríguez
- Fisioterapista: Sammy Rodríguez
- Statistico: Cristian Martínez

## Rosa
| N° | Nome              | Ruolo | Data di nascita   | Nazionalità sportiva |
| -- | ----------------- | ----- | ----------------- | -------------------- |
| 1  | Stephanie Holthus | S     | 25 agosto 1992    | Stati Uniti          |
| 2  | Lauren Cook       | P     | 11 febbraio 1991  | Stati Uniti          |
| 3  | Karla Colón       | P     | 23 aprile 1984    | Porto Rico           |
| 5  | Millianett Mojica | S/O   | 11 dicembre 1983  | Porto Rico           |
| 6  | Jonnalys Matos    | C     | 17 agosto 1991    | Porto Rico           |
| 7  | Marialix Reyes    | S     | 25 agosto 1993    | Porto Rico           |
| 8  | Nayka Benítez     | L     | 8 febbraio 1989   | Porto Rico           |
| 9  | Dulce Téllez      | C     | 12 settembre 1983 | Porto Rico           |
| 11 | Keila Rodríguez   | S     | 26 ottobre 1992   | Porto Rico           |
| 12 | Ashley Aponte     | S     | 1º febbraio 1991  | Porto Rico           |
| 13 | Wendy Flores      | C     | 28 aprile 1994    | Porto Rico           |
| 14 | Marilitza Matos   | S/O   | 24 maggio 1992    | Porto Rico           |
| 15 | Meagan Ganzer     | S     | 12 maggio 1990    | Stati Uniti          |
| 18 | Hecters Rivera    | C     | 8 agosto 1991     | Porto Rico           |

## Mercato
| Acquisti | Acquisti          | Acquisti              | Acquisti   |
| R.       | Nome              | da                    | Modalità   |
| -------- | ----------------- | --------------------- | ---------- |
| P        | Lauren Cook       | Vaqueras de Bayamón   | definitivo |
| P        | Karla Colón       | Criollas de Caguas    | definitivo |
| C        | Jonnalys Matos    | ?                     | definitivo |
| L        | Marialix Reyes    | ?                     | definitivo |
| S        | Keila Rodríguez   | Oklahoma              | definitivo |
| S        | Ashley Aponte     | Valencianas de Juncos | definitivo |
| C        | Wendy Flores      | ?                     | definitivo |
| C        | Hecters Rivera    | Valencianas de Juncos | definitivo |
| S        | Meagan Ganzer     | Dresdner              | definitivo |
| S        | Stephanie Holthus | Lancheras de Cataño   | definitivo |

| Cessioni | Cessioni           | Cessioni              | Cessioni   |
| R.       | Nome               | a                     | Modalità   |
| -------- | ------------------ | --------------------- | ---------- |
| P        | Caitlyn Donahue    | Sm'Aesch Pfeffingen   | definitivo |
| S/O      | Stephanie Martines | -                     | ritirata   |
| S        | Julie Rubenstein   | -                     | ritirata   |
| S        | Myriam Quijano     | Valencianas de Juncos | definitivo |
| S/L      | Álida Otero        | -                     | ritirata   |
| S        | Dariam Acevedo     | -                     | ritirata   |
| L        | Winna Pellot       | -                     | ritirata   |
| S/O      | Alaina Bergsma     | Minas                 | definitivo |
| P        | Nomarie Esclusa    | -                     | ritirata   |
| C        | Lynda Morales      | Minas                 | definitivo |
| L        | Stephanie Salas    | Gigantes de Carolina  | definitivo |
| S        | Meagan Ganzer      | -                     | ritirata   |

## Risultati

### LVSF

#### Regular season
| 1ª giornata - 25 gennaio 2014 Coliseo Salvador Dijols, Ponce             | Leonas de Ponce       | 3 - 1 | Mets de Guaynabo      | 25-22, 23-25, 25-20, 26-24        |
| 2ª giornata - 31 gennaio 2014 Coliseo Cosme Beitia Sálamo, Cataño        | Lancheras de Cataño   | 2 - 3 | Mets de Guaynabo      | 23-25, 21-25, 25-22, 25-22, 13-15 |
| 3ª giornata - 2 febbraio 2014 Coliseo Mario Morales, Guaynabo            | Mets de Guaynabo      | 1 - 3 | Valencianas de Juncos | 15-25, 22-25, 25-12, 23-25        |
| 4ª giornata - 7 febbraio 2014 Palacio de Recreación y Deportes, Mayagüez | Indias de Mayagüez    | 3 - 0 | Mets de Guaynabo      | 25-21, 25-18, 25-22               |
| 5ª giornata - 9 febbraio 2014 Coliseo Mario Morales, Guaynabo            | Mets de Guaynabo      | 1 - 3 | Gigantes de Carolina  | 17-25, 12-25, 27-25, 18-25        |
| 6ª giornata - 14 febbraio 2014 Coliseo Héctor Solá Bezares, Caguas       | Criollas de Caguas    | 0 - 3 | Mets de Guaynabo      | 22-25, 18-25, 25-27               |
| 7ª giornata - 16 febbraio 2014 Coliseo Mario Morales, Guaynabo           | Mets de Guaynabo      | 0 - 3 | Orientales de Humacao | 23-25, 26-28, 25-27               |
| 8ª giornata - 21 febbraio 2014 Coliseo Mario Morales, Guaynabo           | Mets de Guaynabo      | 3 - 2 | Lancheras de Cataño   | 25-23, 25-19, 22-25, 23-25, 16-14 |
| 9ª giornata - 23 febbraio 2014 Coliseo Rafael Amalbert, Juncos           | Valencianas de Juncos | 3 - 0 | Mets de Guaynabo      | 25-17, 23-25, 25-17               |
| 10ª giornata - 28 febbraio 2014 Coliseo Mario Morales, Guaynabo          | Mets de Guaynabo      | 2 - 3 | Indias de Mayagüez    | 20-25, 25-16, 14-25, 25-19, 7-15  |
| 11ª giornata - 2 marzo 2014 Coliseo Guillermo Angulo, Carolina           | Gigantes de Carolina  | 2 - 3 | Mets de Guaynabo      | 25-19, 21-25, 16-25, 21-10, 9-15  |
| 12ª giornata - 7 marzo 2014 Coliseo Mario Morales, Guaynabo              | Mets de Guaynabo      | 1 - 3 | Criollas de Caguas    | 23-25, 25-18, 15-25, 25-23        |
| 13ª giornata - 9 marzo 2014 Complejo Deportivo Emilio Huyke, Humacao     | Orientales de Humacao | 3 - 2 | Mets de Guaynabo      | 21-25, 19-25, 25-13, 25-22, 7-15  |
| 14ª giornata - 13 marzo 2014 Coliseo Mario Morales, Guaynabo             | Mets de Guaynabo      | 3 - 2 | Leonas de Ponce       | 25-23, 25-16, 18-25, 25-27, 15-12 |
| 15ª giornata - 15 marzo 2014 Coliseo Salvador Dijols, Ponce              | Leonas de Ponce       | 1 - 3 | Mets de Guaynabo      | 27-25, 17-25, 16-25, 18-25        |
| 16ª giornata - 21 marzo 2014 Coliseo Cosme Beitia Sálamo, Cataño         | Lancheras de Cataño   | 3 - 1 | Mets de Guaynabo      | 25-16, 35-33, 25-27, 25-18        |
| 17ª giornata - 23 marzo 2014 Coliseo Mario Morales, Guaynabo             | Mets de Guaynabo      | 3 - 0 | Valencianas de Juncos | 25-13 25-23, 25-21                |
| 18ª giornata - 28 marzo 2014 Coliseo Mario Morales, Guaynabo             | Mets de Guaynabo      | 1 - 3 | Indias de Mayagüez    | 25-20, 16-25, 18-25, 21-25        |
| 19ª giornata - 30 marzo 2014 Coliseo Mario Morales, Guaynabo             | Mets de Guaynabo      | 1 - 3 | Gigantes de Carolina  | 19-25, 23-25, 25-23, 22-25        |
| 20ª giornata - 4 aprile 2014 Coliseo Héctor Solá Bezares, Caguas         | Criollas de Caguas    | 3 - 0 | Mets de Guaynabo      | 25-16, 25-18, 25-22               |
| 21ª giornata - 6 aprile 2014 Coliseo Mario Morales, Guaynabo             | Mets de Guaynabo      | 0 - 3 | Orientales de Humacao | 23-25, 13-25, 27-29               |

## Statistiche

### Statistiche di squadra
| Competizione | Punti | In casa | In casa | In casa | In trasferta | In trasferta | In trasferta | Totale | Totale | Totale |
| Competizione | Punti | G       | V       | P       | G            | V            | P            | G      | V      | P      |
| ------------ | ----- | ------- | ------- | ------- | ------------ | ------------ | ------------ | ------ | ------ | ------ |
| LVSF         | 19    | 11      | 3       | 8       | 10           | 4            | 6            | 21     | 7      | 14     |
| Totale       | -     | 11      | 3       | 8       | 10           | 4            | 6            | 21     | 7      | 14     |

G = partite giocate; V = partite vinte; P = partite perse